# Codice di procedura civile italiano del 1865
Il codice di procedura civile italiano del 1865 sostituì l'analogo codice sabaudo del 1859.
Redatto dal guardasigilli Giuseppe Pisanelli, venne integrato da varie leggi complementari. Venne sostituito durante il ventennio fascista dal
codice di procedura civile italiano del 1942.
Si componeva di 950 articoli compresi in tre libri: ordine e forma dei giudizi; esecuzione forzata delle sentenze, delle ordinanze e degli atti ricevuti da un pubblico ufficiale; procedimenti speciali.